# (255073) Victoriabond
(255073) Victoriabond – planetoida pasa głównego. Została odkryta 30 października 2005 przez Matta Dawsona. (255073) Victoriabond okrąża Słońce w ciągu 5,02 roku w średniej odległości 2,93 j.a.
Planetoidzie tej nadano nazwę pochodzącą od nazwiska australijskiej prezenterki radiowej Victorii Bond, która popularyzuje w swoich audycjach m.in. astronomię.
Obiekt ten nosił wcześniej tymczasowe oznaczenie 2005 UR8.